# Нижний Коён
Ни́жний Коён — деревня в Искитимском районе Новосибирской области. Входит в состав Морозовского сельсовета.

## География
Площадь деревни — 77 гектара.

## Население
| 2002 | 2007 | 2010 |
| ---- | ---- | ---- |
| 161  | ↗179 | ↘115 |

## Инфраструктура
В деревне, по данным на 2007 год, функционирует 1 учреждение здравоохранения и 1 учреждение образования.